# البرازيل في الألعاب البارالمبية الصيفية 2012
شاركت البرازيل في الألعاب البارالمبية الصيفية لندن 2012, حيث اختتمت الدورة ب 43 ميدالية; 21 ذهبية، 14 فضية و8 برونزية. بهذه النتيجة إحتلت البرازيل المرتبة السابعة في الدورة.

## وصلات خارجية
- الموقع الرسمي لندن 2012